# Quah Zheng Wen
Quah Zheng Wen (柯正文S, Kē ZhèngwénP; Singapore, 29 settembre 1996) è un nuotatore singaporiano.

## Carriera
Quah Zheng Wen ha partecipato a due edizioni dei Giochi olimpici. A Londra 2012 ha gareggiato nei 200m dorso e nei 400m misti ottenendo rispettivamente il 35º e il 33º posto. A Rio de Janeiro 2016 è giunto 22º nei 100m dorso ed è riuscito a fare meglio nella specialità farfalla raggiungendo le semifinali dei 100m (15º posto) e dei 200m (10º posto).

## Vita privata
Quah Zheng Wen ha due sorelle, Ting Wen e Jing Wen, che sono anche loro nuotatrici di livello internazionale.

## Palmarès
- Giochi asiatici

Giacarta 2018: bronzo nella 4x100m sl e nella 4x200m sl.
- Giochi del Sud-est asiatico

Palembang 2011: oro nei 400m misti, argento nei 200m farfalla e bronzo nei 50m dorso.
Naypyidaw 2013: oro nei 400m misti, nella 4x100m misti e nella 4x200m sl; argento nei 100m dorso e nei 200m farfalla; bronzo nei 200m sl.
Singapore 2015: oro nei 50m dorso, nei 100m dorso, nei 200m dorso, nei 400m misti, nella 4x100m sl, nella 4x200m sl e nella 4x100m misti; argento nei 200m misti, nei 200m farfalla, nei 100m sl e nei 200m sl; bronzo nei 50m farfalla.
Kuala Lumpur 2017: oro nei 200m farfalla, nei 100m dorso, nei 200m dorso, nella 4x100m sl, nella 4x200m sl e nella 4x100m misti; argento nei 50m dorso.
Filippine 2019: oro nei 100m dorso, nei 200m dorso, nei 200m farfalla, nella 4x100m sl, nella 4x200m sl e nella 4x100m misti; argento nei 50m dorso e nei 100m farfalla.
- Giochi asiatici giovanili

Nanchino 2013: oro nei 200m dorso, nei 200m farfalla nei 200m misti; argento nei 200m sl e nella 4x100m sl; bronzo nella 4x100m misti.